# Antonio Parera
Antonio Parera Saurina (Barcelona, 1868 - ibídem, 1946) fue escultor, medallista y profesor de la Escuela de la Lonja de Barcelona. Fue nombrado académico de la Real Academia Catalana de Bellas Artes de San Jorge de Barcelona, de la Real Academia de Bellas Artes de San Fernando de Madrid, de la Hispanoamericana de Cádiz.

## Biografía
Era descendiente de una familia artística, su abuelo fue el compositor Bru Parera i Matas y su padre el decorador Joan Parera i Santacana, quien viendo su inclinación hacia el arte, lo mandó a estudiar a Madrid con el escultor Jeroni Sunyol y más tarde, en 1884,  prosiguió sus estudios en la Academia de Bellas Artes de San Fernando, la cual, le concedió una beca en 1888 para ir pensionado a Roma donde permaneció durante cuatro años. A su regreso a Barcelona entró a formar parte del profesorado de la escuela de la Lonja el año 1897.

## Obra

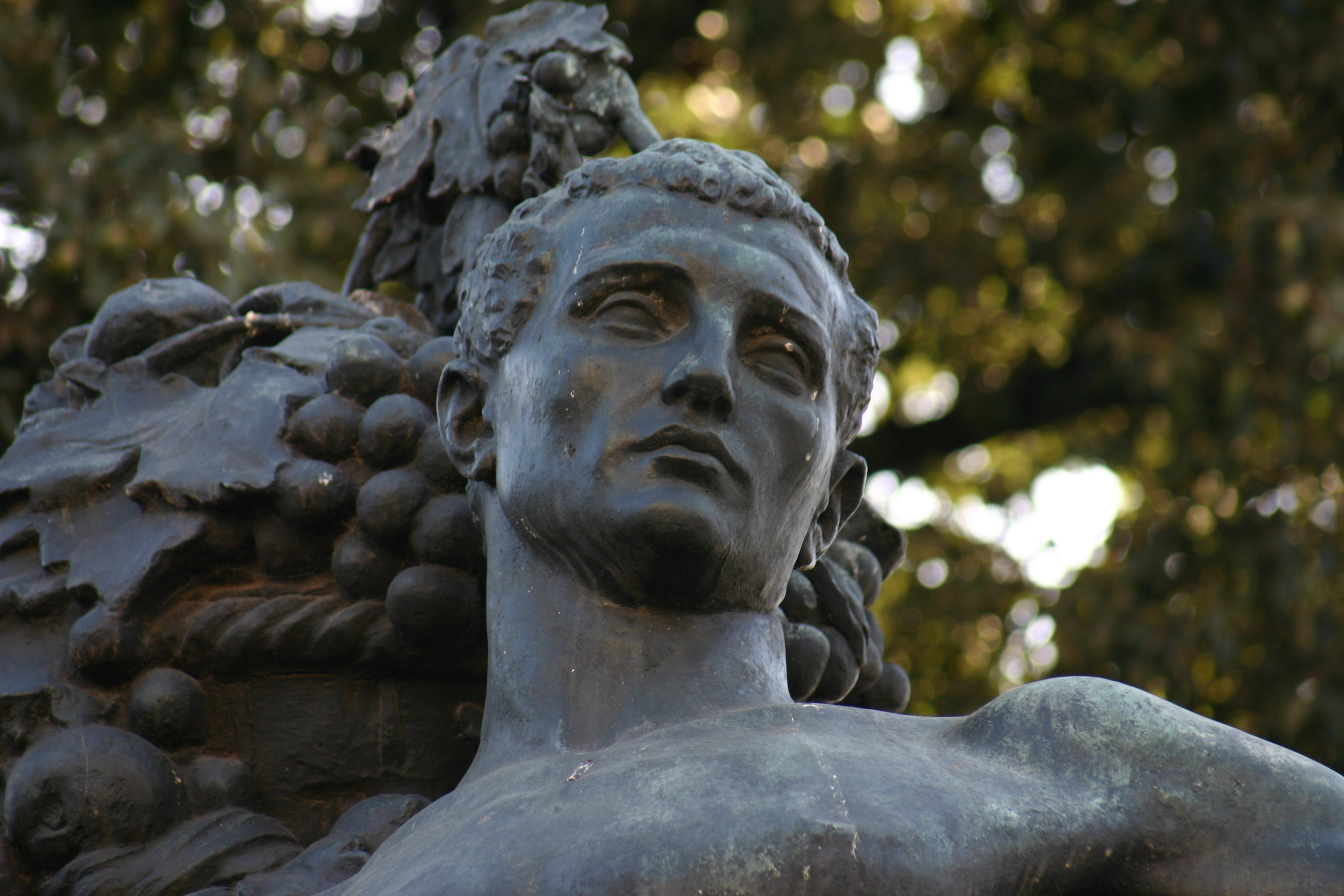
Detalle de la obra Girona, plaza Cataluña (Barcelona).

Su obra primeriza estaba inscrita en el realismo clásico griego, pero su estilo fue decantándose hacia el modernismo, donde más lo muestra es en la producción medallística y en el diseño de frascos de perfume, en el que siguió el gusto de la clientela burguesa. En sus obras monumentales así como en la imaginería religiosa se mantuvo con un carácter más clasicista. Entre sus obras religiosas se encuentra un San Juan Bautista conservado en el Museo Nacional de Arte de Cataluña, por el que recibió un premio en la Exposición Universal de Barcelona del año 1888. Además de imágenes para iglesias de Barcelona, también realizó otras muchas para diferentes poblaciones de España y extranjero, ya que trabajó como director artístico en el taller Reixach-Campanyà, que se ocupó de la elaboración de gran cantidad de imaginería después de las pérdidas sufridas por la Guerra Civil Española. En Herencia, tienen una imagen del «Cristo del Consuelo» en talla de madera realizada según modelo de Parera, también una escultura muy similar, en una medida más pequeña, procesiona en Crevillente en la cofradía del «Ecce Homo». En Tarragona se conserva un paso procesional para su Semana Santa de la «Segunda Caída», realizado en 1930.
Entre sus monumentos se encuentra la colaboración en el Monumento a Alfonso XII de España situado en los Jardines del Retiro, de Madrid, el grupo escultórico en homenaje a los Asediados de 1808-1809 en Gerona y otros grupos para la Plaza Cataluña de Barcelona.